# Drop Dead!
Drop Dead! (también conocidos como Los Drop Dead y Drop Dead Dreams) fue un grupo de Rock alternativo original de Buenos Aires, Argentina, creado por Matyas Mon (su principal compositor y letrista). El nombre original de la banda era "Karma", pero tuvieron que cambiarlo debido a problemas legales. Son conocidos en la escena musical debido a sus intensos shows, sus melodías, y el uso del idioma inglés para cantar en un país de habla hispana.
En 2005 lanzaron el videoclip de la canción Change the Word, segundo sencillo del álbum For Everyone & No One. El video fue producido por la banda y dirigido por Emiliano Romero. Contó con las actuaciones de Julieta Zylberberg y Rodrigo Pedreira. 
En 2011 ensayaron un regreso, luego de un descanso de seis años, cambiando su nombre a The Rebel Robots.

## Miembros
Matyas Mon - voz principal y guitarras (1996–presente)

## Discografía
| Año  | Título                   |
| ---- | ------------------------ |
| 2000 | The Black Album          |
| 2003 | A Leaf In The Storm (EP) |
| 2004 | For Everyone & No One    |